# 新烏克蘭卡 (梅利托波爾區)
47°7′43″N 34°41′58″E / 47.12861°N 34.69944°E
新烏克蘭卡（烏克蘭語：Новоукраїнка）是位於烏克蘭東南部的村莊，由扎波羅熱州梅利托波爾區的奇卡洛韋市鎮負責管轄。該村始建於1925年，面積0.78平方公里，海拔高度77米，2001年人口92，人口密度每平方公里118人。